# Nordholz
Nordholz é um município da Alemanha localizado no distrito de Cuxhaven, estado de Baixa Saxônia.